# تام کایت
تام کایت (انگلیسی: Tom Kite؛ زادهٔ ۹ دسامبر ۱۹۴۹) یک گلف‌باز اهل ایالات متحده آمریکا است.